# ギャラクシーエンジェルII
『ギャラクシーエンジェルII』（ギャラクシーエンジェルツー、Galaxy Angel II）は株式会社ブロッコリーによるキャラクターメディアミックス企画「Project G.A.」の一作品で、ギャラクシーエンジェルの続編。略称はGA2。前作と引き続いて、小説、コミック、PlayStation 2用ゲーム（3部作）、アニメ、キャラクターグッズを展開しており、アニメは番組名『ギャラクシーエンジェる〜ん』として2006年10月から12月にかけて放送された。

## 主要スタッフ
- 企画・原作：ブロッコリー
- プロデューサー・スーパーバイザー：水野良
- キャラクター原案：かなん
- シナリオコーディネーター：菜の花すみれ
- メカニックデザイン：山根公利

### ゲーム
- 制作：スタジオアートディンク
- ムービー制作：マッドハウス

## ストーリー

### 絶対領域の扉
英雄タクト･マイヤーズとムーンエンジェル隊の活躍によりトランスバール皇国は敵対種族ヴァル・ファスクとの戦いに勝利し、銀河の行く末を賭けた「ヴァル・ファスク」との戦闘は幕を閉じた。
銀河の中心であるEDEN（エデン）を解放したことにより、失われた技術を取り戻した人々は平行宇宙への移動の術を取り戻し、新世界NEUE（ノイエ）を発見する。そこは独自の「魔法」技術により、一定の文明が保持されていた。EDENはNEUE復興支援計画を発動し、NEUEとの交流を開始する。
EDENを復興したタクト・マイヤーズは新たに発見されたNEUE（ノイエ）宇宙との交流を推し進めるため、最新鋭戦艦「ルクシオール」の艦長となり、NEUEにおけるロストテクノロジー調査隊司令官に就任。NEUEで紋章機を発見し、それを運用するために「ルーンエンジェル隊」を設立した。
新世界NEUEの住人であった少年カズヤ・シラナミは抽選によりルーンエンジェル隊に選抜される。物語はカズヤが新造戦艦「ルクシオール」に赴任してくる場面より始まる。

### 無限回廊の鍵
ヴェレルの叛乱を阻止したタクト・マイヤーズはNEUEをはじめとする並行宇宙の復興支援をする組織UPW（United Parallel World 並行世界連合）の設立に尽力し、長官に就任。ルクシオール艦長職を後輩であるココ・ナッツミルクに譲る。
カズヤはルーンエンジェル隊の隊長として正式に任命され、新体制が整うなかで環境はめまぐるしく変化し、カズヤたちも否応なく日々の忙しさに追われていく。
しかし、歪みは確実に蓄積されていた。NEUEの中にあって中心部セルダールに属さない勢力であるアームズ・アライアンス。急速に復興を見せる世界のなかで、次なる争いの火種は蠢動を開始していた。

### 永劫回帰の刻
NEUE（ノイエ）の銀河を席巻したアームズ・アライアンスとの戦いはUPWとNEUE連合の勝利に終結した。しかし、戦いの中で遥かに強大な技術力を保有する未知の文明「ウィル」の存在が明らかになり、各国の緊張は高まっていった。
アームズ・アライアンスの戦いから3か月後、ウィルとの戦いにより戦死したロゼルを見舞うためにカズヤは最愛の者と彼の墓の前に来ていた。そこで彼の形見であったロケットをカズヤは受け取る。そんななか、カズヤたちルーンエンジェル隊はEDEN解放5周年記念の式典に召喚され、EDENに呼び出される。
EDEN解放5周年記念式典において旧エルシオールのメンバーはかつての制服を手に取り出席。式典において英雄タクト・マイヤーズは目まぐるしく激動する情勢において国際協力を訴え、EDENとかつての敵であったヴァル・ファスクとの友好を宣言する。
だが、式典の最終日にノアからウィルが出現する反応を感知したと言う知らせを受け、式典を中断し戦いに向かうことになり、謎の超文明ウィルと世界の命運を左右する最後の戦いが始まる。

## 用語
ルーンエンジェル隊
ムーンエンジェル隊の解散後、新たに結成された、紋章機を運用する部隊。その任務は明言されていないが、「絶対領域の扉」ではルクシオールの直衛と思われる。
発足当初の隊員はアプリコット、リリィ、ナノナノの3名。後にカルーア、カズヤ、アニスが加わり6名体制、「無限回廊の鍵」でさらにロゼル、ナツメが加わり8人体制となる（ただし、ナツメは臨時隊員で正式にではない）。その後、「永劫回帰の刻 」で正式にナツメは隊員となる。
ムーンエンジェル隊と混同するためか、会話の中でも「エンジェル隊」と略して呼ばれることはほとんど無く、「ルーンエンジェル隊」と正式名でよばれている。
隊員のことを「エンジェル」と呼ぶことがあり、これはルーンエンジェル隊員のみならず、元ムーンエンジェル隊の隊員もまとめて「12人のエンジェル」等と呼ばれることもある。なお、男性のカズヤもルーンエンジェル隊の隊員であるため「エンジェル」と呼ばれたことがある。
前作『ギャラクシーエンジェル』では、ゲーム版では「ムーンエンジェル隊」、アニメ版では「ギャラクシーエンジェル隊」と名称が異なったが、本作ではゲーム版、アニメ版の両方とも「ルーンエンジェル隊」の名称を使用している。
なお、ルーンエンジェル隊のメンバーの声を当てている声優のユニットも同じくルーンエンジェル隊と呼んでいる。この場合は、稲村優奈、花村怜美、明坂聡美、平野綾、中山恵里奈の5人のユニットの場合と、カズヤの声を当てている小田久史を含めた6人のユニットの場合と2パターンある。
ルクシオール
紋章機#ルクシオールを参照。
紋章機/合体紋章機
紋章機を参照。
NEUE（ノイエ）
ギャラクシーエンジェルIIの舞台となる宇宙。前作の舞台となったEDENとは、ABSOLUTEを通じて繋がっており、現在は交易も盛んに行われている。
科学力においてはEDENに劣るが、魔法技術による一定の文明を持っている。中心となる星はセルダール王朝を有する惑星セルダール。他に魔導惑星マジーク、ナノマシン技術の発達した惑星ピコ、代々トレジャーハンターの家系を有する惑星アジート等の星がある。
「絶対領域の扉」の主人公となるカズヤをはじめ、リコを除くルーンエンジェル隊員はNEUE出身者である。
ABSOLUTE（アブソリュート）
通称「絶対領域」 NEUEとEDEN、そしてその他の宇宙とを繋ぐ要となる場所。
各宇宙に散らばる「ゲート」は他の宇宙と直接繋がっているわけではなく、全てこの場所に繋がっている。
影の月
ABSOLUTEの防衛機構。管理者はヴェレル。『ギャラクシーエンジェル』で黒き月を破壊したクロノブレイクキャノンのフルパワー射撃の直撃にも耐えうる防御シールドを持つ。また、内部には黒き月以上の生産能力を持つ自動工場がある。
セントラルグロウブ
ABSOLUTEに存在する施設。かつて、ヴェレルがコールドスリープされていた場所であり、「無限回廊の鍵」以降ではUPWの本部となっている。また、この施設にゲートを管理するシステムがあり、ミルフィーユはここに篭っている。
UPW（ユナイテッドパラレルワールド）
並行世界連合(United Parallel World)の略称。ヴェレルの乱（「絶対領域の扉」の事件のこと）の後に発足した、それぞれの世界が対等に独自の文明を築いて発展していくために、世界の均衡を取ったり発展を手助けするための組織。元EDEN軍を母体としたUPW軍を持っており、ルクシオールやルーンエンジェル隊もこのUPW軍に所属することになる。「無限回廊の鍵」時点で、長官にタクト、代表にノアが就いている。
アームズ・アライアンス
NEUEでセルダール王家による支配を良しとしない国家連合。中心となるのはイザヨイ公爵家で、現当主のナツメ・イザヨイ公女が治めている。もっとも、事実上ナツメ公女は傀儡で、実質的な権力はその下の三侯爵が握っている。
ヴァル・ファスク
前回の戦いでEDENと対立していた種族。現在では和平を結び、何人かはEDEN軍に入隊している。当初は上層部の方で反対があった中タクトが無理やり押し通したらしい。祖先がABSOLUTEのオペレーターの役職についていたことが明かされる。
今回で初めてヴァル・ファスクが動かす機械に「Vチップ」と呼ばれるものが必要だと明かされている。
無限回廊
EDENやNEUE、ABSOLUTEととも違う、この世界の時間や空間の概念が通じない特殊な世界。この世界を行き来できるようになれば、ゲートを使わなくても自由に異世界を移動することができる。なお、この世界を行き来することができる「無限回廊の鍵」は、便宜上の名前なので鍵の形をしているわけではない。
ウィル
無限回廊から現れた正体不明の敵組織。時空間を自在に操るなど人類よりもはるかに優れた技術を持ち、自らを先進文明、人類側を劣等文明と呼んでいる。オーブ計画というものが存在するが、その全容はわかっていない。その目的は自らの文明を世界に広め与えることであり、そのためには他の文明はすべて滅ぼしてしまおうとしている。

## 登場人物

### ルーンエンジェル隊
階級は、「絶対領域の扉」においてはリリィが中尉、以下6人（正隊員になったアニスも含む）は少尉となっている。また、ナツメも正式に隊員になった後は少尉となる。最終的にはロゼルも含めRA隊は8人で構成されることとなる。
カズヤ・シラナミ
声：小田久史
「シラナミ」は焼酎の商品名のさつま白波より。
年齢：16歳
ゲーム版の主人公にしてルーンエンジェル隊員の少年。小柄で女性的な優しい顔立ちをしているために男っぽさを感じさせず、男性恐怖症であったアプリコットが初めて触れた男性でもある。一方でかわいい女の子といわれるとキレる。
それなりに真面目でまっすぐな性格であるために有事には男らしい所も見せるが、優しく優柔不断なので普段は周りによく振り回されている。また、周りから強制的に女装をさせられることも多い。
料理学校を卒業した後は喫茶店で働いていたが、客がお遊びでカズヤの履歴書をルーンエンジェル隊の隊員募集に応じたところ、ミルフィーユが願書の中から適当に選んだことによりルーンエンジェル隊に配属された。ただし、入隊前にフォルテによってそれなりに鍛えられているためにルーンエンジェル隊配属にも間に合った。
エンジェル隊ではあるが紋章機操縦の適性を持たず、その代わりに紋章機の性能を増幅するブースターであるブレイブハートに搭乗する。戦闘中では紋章機の砲手を務め、同時に妨害波によって使用できなくなった高速リンク指揮システムに代わり、前線でルーンエンジェル隊の臨時指揮をも行う。実戦で実力を発揮したことにより、セルダールに幽閉されていたリリィの代わりにルーンエンジェル隊の隊長代理を任され、半年後には正式に隊長に任命されている。
恋愛に関しては鈍感な面も目立つが、誠実な性格であるためにヒロインと少しずつ結ばれていった。
宇宙と全人類を創造した存在であるウィルの神と女神により、ヒロインと共に「神の依代」として選ばれた存在であったが、カズヤはそれを拒否。全宇宙の意思によりウィルを倒し宇宙を開放することが運命により定められていた存在であり、GAシリーズの数々の戦いなどもウィルを倒すために定められた必然であったらしい。そのためにウィルとの決戦に際しては全宇宙の意志と繋がったことにより超常的な力を発揮し、ウィルにより放たれた光の矢に胸を貫通されても死には至らなかった。また、六つの月の力を触媒にすることで、六人の幽体に分離しルーンエンジェル隊全員の前に現れて紋章機を強化し、ビッグクランチにより宇宙を消滅させようとしていた光の月を破壊。さらには神と女神をヒロインと共に必殺技で倒すことで、宇宙を何度も永劫回帰させてきたウィルから全平行宇宙を救った。しかし、ウィルを倒したことにより全宇宙の意志から切り離され、また普通の人間に戻ったようである。
アプリコット・桜葉
声：稲村優奈
「アプリコット」は果物のアプリコット（あんず）より。
年齢：14歳
ゲーム版のヒロイン。ルーンエンジェル隊の一員にして、ムーンエンジェル隊のミルフィーユの7歳下の妹。通称は「リコ」。ルーンエンジェル隊員ではロゼルを除けば唯一のEDEN出身者でもあり、ミルフィーユの同僚だったムーンエンジェル隊員全員と面識がある。
天然気味の姉とは違い、礼儀正しくよく気がつく。そのため日頃からルクシオール艦内の様々な部署を手伝っており、倉庫管理や会議資料の作成を彼女が担当したりもする。一方で、姉であるミルフィーユのことを溺愛しており、姉から貰った髪飾りを常に付けている。
幼い頃、女性アイドルを見に行く時に超高層ビルで火事にあい、密閉空間に大勢の男と共に閉じ込められたことがトラウマになっており、極度の男性恐怖症を患っている。そのため男と接触すると無意識下で怪力が発動してしまい、問答無用で投げ飛ばしてしまう。「永劫回帰の刻」において男性恐怖症克服の特訓の結果、怪力を任意に制御できるようになった。ただし、男っぽさを感じさせないカズヤ・シラナミは例外であり、漫画版では彼と結ばれる。初めの方はカズヤの事を「シラナミさん」と呼んでいたが、途中から「カズヤさん」と呼ぶようになる（小説版では初めからカズヤさんと呼ぶ）。
この怪力そのものはあらゆる事象の均衡を見抜く「バランスディテクション」によるものであり、リコがこの能力で全身を最適な方法で動かすことが出来るために発揮されていたもの。「無限回廊の鍵」においてノアがリコの怪力がこの能力に由来することを見抜いた。
趣味は紅茶で、匂いを嗅いだだけでどの紅茶か当てることができる。また、ケーキが大好き。カルーアと共にEDEN銘菓普及委員会というものを掲げている。
アニス・アジート
声：花村怜美
「アニス」はハーブのアニスより。
年齢：16歳
アラビア風の衣服を着こなす赤毛の少女。口調も態度も男っぽく、一人称は「俺」。だが、かなり面倒見がよく活発な性格である。由緒正しいトレジャーハンターの家系を自称するが、現在はたった一人で家業を継いでおり、借金を返すために海賊まがいな行動をとっていた。洞察力に優れ、がさつな行動と荒っぽい言動とは裏腹に細かいことにもすぐ気がつき意外に冷静。また、ルーンエンジェル隊の中では一番仲間思いで、面倒見がいい場面も見られる。
ゲーム本編では、当初、EDEN製の新型宇宙艇をブラマンシュ商会から借金をして購入し、その借金返済のために、ディータの指示によりルクシオールへ潜入し、ブレイブハートを強奪する（小説版ではディータが出ない為か強奪の理由が変更されている）。しかし、ディータに裏切られ紆余曲折の末ルクシオールに投降する。紋章機の乗り手であるということで、ブラマンシュ商会NEUE支部長となっていたミントの斡旋により、借金返済のためルーンエンジェル隊に暫定入隊、その後借金が解消されると正式入隊する（小説版やコミック版では投降後すぐに正式入隊している）。暫定入隊時は私服のままだったが、正式入隊後にはその上に制服を羽織るようになった。ブレイブハート強奪の折にナノナノの命を救ったため、彼女からは「親分」と呼ばれ、慕われている。
「無限回廊の鍵」ではレクリエーションルームのゲーム機を破壊したり、ミントのカードを使ったりして借金が増えた。
惑星アジートが全盛期だった時代の王族の末裔にあたる。その時の名残から、彼女の父親ガラムとセルダール王家との交流が、彼女が生まれた当時は残っていた。だが、幼い頃にガラムは死に、ガラムの遺言を受け取ったケルビンが、彼女がセルダール王家に頼る事で精神的に弱くなる可能性があると考えたため、事実をひた隠しにされていた。なお、「絶対領域の扉」で妖精のケルシー・サンタローザがガラムの名前を挙げていたのも、当時アジート一家に身を寄せていたセルダール王の監視役で付いて行ったからだと語られている。
よく人物の名前を間違えるが、判っていても相手をおちょくるために言うこともある。
他にも、たびたび要らぬ一言で相手を怒らせることもある。
ナノナノ・プディング
声：明坂聡美
「プディング」は料理のプディングより。
白くて長い尻尾と細長い瞳孔など、どことなく猫のような印象を持つ小柄な少女。性格も子猫のように無邪気で活発。語尾に「〜なのだ」とつけて話す。その正体はヴァル・ファスクとの戦いの後、NEUEの探索中に惑星ピコの衛星フェムトにて発見された、この銀河で唯一自我を持ったナノマシンの集合体（コンプレックス）で、彼女を発見したのはムーンエンジェル隊隊員であるヴァニラ・Hである。このことから彼女はヴァニラのことを「ママ」と呼んで慕っている。一見、猫耳を思わせる左耳につけているものはヘッドセットで、ナノマシンではないようだ。コミック版ではヴァニラにプレゼントしてもらったことになっている。最近は食欲が旺盛になったり医学の勉強をしたりしている。
ナノマシンの集合体であるため、当然ながらナノマシンの扱いに長けており、ヴァニラ同様に傷を治す能力を持つ。このため、彼女は医務室にいることも多い。傷を治すとヴァニラのナノマシンペット同様に尻尾が短くなり（人体としての余剰部である尻尾の部分を主に治療に用いるため）補給が必要となる。その部分（尻尾）を使い果たした状態でも、彼女自身を構成するナノマシンで治療を続けることで、すぐであれば死者の蘇生すらも可能だが、これは彼女自身に深刻な事態を引き起こすことになる（本人は、「小指の先がなくなる程度」だと思っていた）。また、ナノマシンの特性を利用し、違う人間にも変身できるが、本人は嫌がっている。これは、変身することによって自分が自分じゃなくなるのが嫌だからという理由である。だが、自分で作った適当な人格に変身することは大丈夫だと言っている。なお、あまり違う人格になりすぎると自分の自我が無くなる可能性も指摘された。前述の通り、治療でナノマシンを使いすぎると深刻な事態となるのだが、「無限回廊の鍵」では逆にルクシオール乗員がそれを怖れて軽い怪我程度ではナノマシン治療を受けないようになってしまい不満に思うようになっている。
アニスに命を救われたことがあり、アニスが仲間に加わって以降は「親分」と呼んで慕っている。なお、彼女自身ナノマシンの集合体のため、アニスがあの場面で助けなかったとしても彼女は死ぬことがなかった。だが、命を救ったという行動で、彼女とアニスの信頼関係ができたことを語っている。
衛星フェムトには、ナノナノと同じ姿をしたナノマシンの集合体が無数に眠っているが、ヴァニラによるとその中で目覚めたのは彼女一人だった。何故ならばナノナノはヴァニラの遠い昔の遺伝学的な血縁であり、その遺伝子が97％という確率で一致したためであった。なお、「無限回廊の鍵」でフェムトに潜入し、コンピュータにアクセスした際には、「ナノマシン集合体サンプル031号」の名称で認識され、『永劫回帰の刻』においてウィルの介入によりフェムトのアクセスロックが全て解除された際に、ナノナノの正体がNo.0〜No.4095まで存在する4096体の「プディングシリーズ」の一体であることが判明。ナノナノのみが対有機物用に設定されており、他のプディングは全て対無機物用に設定されていた。これは本来「プディングシリーズ」は戦争用で、ナノナノのみがそのアンチテーゼとして作られた平和目的の存在であったからである。ちなみに、ナノナノの耳に付いているヘッドセットはヴァニラから貰ったナノマシン制御用のものと思われていたが、実はプディングシリーズを制御するための通信装置であることが判明した。
ナノナノの口癖の「〜なのだ」という口癖は、彼女がまだ言語能力が発達する前に、ある事故で助けられたときに聞いたピコ研究員、ジュレ・サムソーの第一声が「なのだ」（正確には「ナノだあ！」）という言葉と、自分が最初にしゃべった言葉（「ナノだあ！」を真似た）が「なのだ」ということに起因する。
ヴァニラとタクトが結婚している場合、タクトのことを「パパ」と言うべきなのだが、タクト本人が禁止している。
カルーア・マジョラム
声：平野綾
「カルーア」はリキュールのカルーアより。下の名前はハーブのマジョラムから。
年齢：21歳
NEUEの超技術「魔法」の使い手であり、魔法惑星マジークで12人しかいない公認A級魔女。魔法関連に詳しい人の間では、「一なる二者」との通り名（この名については「無限回廊の鍵」で意味が明らかに）で呼ばれることもある有名人。元ムーンエンジェル隊メンバーである蘭花からは尊敬の目で見られている（蘭花が占いやおまじないに興味があったため）。その外見どおり非常におっとりとした性格で、語尾に「ですの〜」とつけて話す。だが、時折油断ならない一面も存在する。傍らにはミモレットという名の使い魔が寄り添っている。勉強が得意な反面運動は苦手で、少しの運動ですぐにへばってしまう。ケーキなどの甘いもの好きで、リコと共にEDEN銘菓普及委員会というものを掲げている。また、酒の匂いをかいだりすると別人格のテキーラに入れ替わる。
魔法は主に実験的に行うので、大体はルクシオール艦内に設けられた魔法研究室にこもっている。占いなどはよくやるが、自分から魔法を使うことを拒んでいる。これは、幼い頃に友達だったミモレットに発火魔法を見せようとしたが暴発した事故が原因であり、ミモレットに対して怪我を負わせてしまったことで、魔法を使えばみんなが傷つき離れていってしまったからである。だが、仲間たちを救うために魔法を使い、その出来事以降は彼女も普通に魔法を使えるようになる。
『永劫回帰の刻』で現在活動している彼女は、テキーラが自分の弱い性格を分離するために作った人格であり、過去の記憶すら言霊による刷り込みによる偽造であることが判明する。前述で彼女が魔法を使えなくなるきっかけとなったミモレット・ポートランとの出会いにより真実に気づく。この出来事からトラウマが完全に解消され彼女とテキーラは互いの記憶を共有し自在に変身できるようになった。そのため、カルーアはテキーラのことを「あの人」とは呼ばなくなっている。なお、彼女とテキーラが統合した姿は、二人の中間的な容姿（ゲーム中の台詞表記の名称は『真カルーア』、カルーアルートの場合、エンディングのみ『ベリータ』）を持っている。
テキーラ・マジョラム
声：平野綾
「テキーラ」は酒のテキーラより。
カルーアがアルコールの香りによって変身した姿。カルーアとは別人格であり、その性格はカルーアとは正反対の女王様気質である。リコを「桜葉」、カズヤを「シラナミ」など全メンバー中唯一苗字で他の人物を呼ぶ（リリィも苗字で呼んでいるが唯一カズヤだけ名前で呼ぶ）。魔法に関してはカルーア曰く「あの人は魔法を使うことが本当に好き」とのこと。服装はカルーアとほぼ同一（唯一の差異は胸の部分の上着がはだけていること）だが、髪の色と目つきが異なる。アルコールの有無にかかわらず、辛いものや酸っぱい物を食べたり、カルーアの心理状態によって変身する（梅干、センブリティー。なお、梅干を食べると普段よりも長くカルーアに戻ることができない）。中途半端に変身することもある。戦闘の時はミモレットがカルーアにボンボンを食べさせて彼女に変え、カルーアの代わりに紋章機を動かしている（ただし、「無限回廊の鍵」の途中からカルーアも紋章機の操縦が可能となった）。カルーアの時の記憶は彼女には残っているが、彼女の時の記憶はカルーアに残らない。そのためか、カルーアは彼女の事を他人行儀に「あの人」と呼んでいる。カルーアと会うことはないが、彼女をいつも気にかけている。だが、「無限回廊の鍵」の途中からカルーアも彼女の気持ちだけは理解できるようになった。カルーアとは基本的に正反対の性格ではあるが、どことなく感性が似ている部分もある。意外に甘いものが好きで、ティーラウンジではロシアンティーをよく飲んでいる（メルバによるといつも野イチゴのジャムをたっぷり入れるらしい）。
コミック版ではカズヤがリコに興味があることを知っていながらカズヤにモーションをかけたりする。
リリィ・C・シャーベット
声：中山恵里奈
「シャーベット」は氷菓のシャーベットより。
年齢：19歳
カズヤが来る前のルーンエンジェル隊の暫定的な隊長で、セルダールの騎士。ルーンエンジェル隊に加わる前は、セルダールの最年少近衛隊長を務めていた。腰には長剣を携えており、両刃に見えるが片方は刃がついていない。性格は真面目で、融通の利かないところが欠点。また、朴念仁な所があり、時には説明無しに突拍子のないことをすることも…（主な例：ブレイブハートのパイロットを見つけるために合コンをする（小説『絶対領域の扉0』）、カズヤとの親交を深めるために過去にムーンエンジェル隊がタクトにやった方法を真似る（ゲーム『絶対領域の扉』）、カズヤに決闘を申し込む（コミックス版（前述のタクトのマネの代わり）、ナツメの後ろに付きまとう（無限回廊の鍵）など）。常にベストの状態を保つよう意識している。また、涙腺がもろく、感動シーンなどでは号泣をする場面もある。口癖は「OKだ」と「NGだ」。メンバー中唯一、相手の苗字に階級をつけて相手の名前を呼ぶ（ただし隊長であるカズヤは除く）が、相手には呼び方を強要していない。特にナノナノには「リィちゃん」と呼ばれている。また、カズヤから「さん」付けで呼ばれている。
元ムーンエンジェル隊のフォルテとは師弟関係ともいえる間柄（アニスを除くルーンエンジェル隊全員がフォルテの教え子だが、フォルテがリリィの所属するセルダール近衛隊の隊長代理だったこともあり、特に関係が深い）。また、コミック版によると入隊前はEDEN人であるタクト達をまったくといっていいほど信用していなかったが、ルーンエンジェル隊の軍事顧問であるフォルテと初めて会った際決闘をし（フォルテは銃、リリィは剣を使用し最終的には2人でのどつき合いに発展する）、その結果EDENを信用するようになった。
「七重の護剣」の二つ名を持っており、今では使い手はほとんどいないと言われる、魔法をも断つ剣技「練操剣」を習得していることが「無限回廊の鍵」で明かされた（ただし、それ以前にコミック版においてリコの口から流派について発言している描写がある）。それゆえか「無限回廊の鍵」の冒頭でカズヤに剣のコーチをしている描写も見られる。テキーラ曰く「本物の中の本物（の騎士）」。その一方で料理の腕は壊滅的でありスプーンが入らない小豆ケーキ、納豆フルーツポンチなど奇抜な料理ばっかり作る（しかもそれを平気で食べることから自覚していないと思われる）。また、ソルダム国王直々にナツメ公女の護衛を依頼され、彼女の周囲に影のごとく付き従うが、その生真面目ゆえの徹底ぶりにナツメ自身には思いきり嫌がられていた。だが、「永劫回帰の刻」ではナツメに信用されるなど、仲がよくなっている。
永劫回帰の刻において母親が「赤眼の民」であるアイラであることが判明し、彼女自身もその血を引くハーフであることが判明。普段はコンタクトレンズで隠蔽しているが、外すと片目が赤眼であることがわかる。なお、シャーベット家には母親が「赤眼の民」という理由だけで迫害されているため養子として引き取られている。
ミドルネームのCは「カラメル」の略であり、これは前述で彼女の母親が迫害を受けていたことで彼女自身が母親のために自称として付けていたものだとわかる。本名は「リリィ・シャーベット」と言うのが正しい。発売前のギャラクシーエンジェル検定試験での正解や、「絶対領域の扉」における、リリィ専用アイキャッチには「Lily "Caramel" Sherbet」と表記されるなど当初から決められていたが、制作発表時は「リリィ・C」で「凛々しい」とも言われた。
また、ギャラクシーエンジェる〜んのキャラクターシングルのアニス編のミニドラマにおいて大の戦隊ヒーローマニアであることが明らかになっており、発売されたDVDやフィギュアを全部所持していたり、3人組の戦隊がいたり、女性が2人いる戦隊がいたり、過去に2人レッドがいた戦隊がいるなどマニアックな知識を披露していた。
ナツメ・イザヨイ
声：榎本温子
「ナツメ」は菓子材料としても使われる果物のナツメから。
年齢：11歳
シリーズ第2作目「無限回廊の鍵」より新たに登場。
NEUEにおいてセルダールに属さない国家連合であるアームズ・アライアンスの中心惑星ハチェットを治めるイザヨイ公爵家の第22代公女。だが、実際に国を仕切っているのは下記の三侯爵のため、実質的にはお飾りに近い（ハチェットは摂政ジュニエヴルが実質的な指導者である）。当初はジュニエヴルにセルダールやEDENを悪の権化と教育されてきたため、それを信じており、正義を示す為に部下の反対を押し切りパピヨンチェイサーで戦いを挑んでくるが、整備状態が悪かったため小破させられた後機体ごとルクシオールに確保される。その後、三侯爵が彼女がいることを承知してルクシオールに攻撃をかけてくる等、事実上彼女を見捨てていると思われたため、亡命という形でルクシオールが保護する形となる。そしてセルダールでの三侯爵との決戦前に自ら志願してエンジェル隊の一員（正確には臨時隊員）となった。
当初は心を開いていなかったが、カズヤのことをかなり気に入っており、あわよくば自分の家臣にしようと考えている。また、カズヤの作ったクッキーを口にするまでお菓子を食べたことがなく、「甘い味」という概念すら知らなかった。リリィにセルダム王の命により身辺警護として始終付きまとわれたためか、苦手にしている様子。だが、ルクシオールにすっかり馴染んでいる。自分の国にないものがあると興味津々で聞いてくる場面も多い。育てられた環境のせいか、「〜じゃ」という古風なしゃべり方をする。
彼女がルクシオールに亡命した事でジュニエヴルによって裏切り者としてアームズ・アライアンスに報道され、公女としての座を失脚している。そのため、妹のユズに公女としての座を譲り渡している場面がある。
『永劫回帰の刻』以降では正式に少尉としてエンジェル隊の一員となる。それに伴い、エンジェル隊としての正式な衣装に替え、他のエンジェル隊の呼び方もファーストネームに変っている。ナノナノから「ナったん」と呼ばれている。ルクシオールでの生活は料理を味わったり視聴覚室で映画を見ていたりする。また、胡琴を弾く特技ができる。金銭面においては麻痺している部分がある。公女としての仕来りで他人に自分の素肌を見せてはならないらしく、着替える時も女性たちの前でも着替える事ができない。前述ではリリィを苦手としていたが、今ではすっかり仲良くなっている。また、意外にも銃火器に詳しい一面もありフォルテと話題が合う。
イザヨイ家代々女性のみが引き継ぐ護身壁と呼ばれる能力を持っており、ピンク色の光に包まれてあらゆる攻撃から身を守ることができる。その能力は強力で、飛んできた銃弾を止めることもできる。なお、この能力は彼女は修練して身に付けたもので、現在ではとっさな危機的状況でのみ発動する事ができる。
元ムーンエンジェル隊のちとせとはEDEN解放5周年記念の祝賀会の時に交流を持ち、たまに彼女宛に視聴覚室で見るための映画が送られてくることもある。しかし、時折ナツメが見るには問題がある内容（スプラッタ系や愛憎劇）の物を見ていることがありそのたびにその映画をカズヤが没収しているが、カズヤが去った後、「もう一本あったりして〜」と、結局、同じような内容（タイトル）の映画を見ている。また、ナツメがヒロインの場合は、絶対領域の扉では『麗しのカトリーヌ』を準拠して話が進んでいるため、彼女がアームズ・アライアンスの公女だった時にマジークでちとせとニアミスをしていたことになり、前述のEDEN解放5周年記念の祝賀会時に知り合った時にお互いマジークで出会ったことを思い出している。
両親は共に健在で、父親の名前は「カラタチ」、母親の名前は「アケビ」。だが、幼い頃から公女としての教育を受けていたため、両親と話すことはあまりなかったらしい。
ロゼル・マティウス
声：近藤隆
「ロゼル」はハイビスカスのジュースのロイヤル・ロゼルより。
年齢：18歳
「無限回廊の鍵」からの登場となるパイロット候補生。タピオ・カーと前後してルクシオールに着任し、エンジェル隊の一員となる。EDEN出身者。エリート軍人で、皇立パイロット養成機関を歴代トップの成績で卒業している。文武両道で何でもこなす天才肌の人物だが、実は影では努力を欠かさず、今の能力を身に着けている。人当たりも良く、すぐにエンジェル隊にもとけ込んでいた。外見とは裏腹に意外に負けず嫌いだったり甘党だったりする。
かつて、妹のビアンカを病で失っている。元々、彼の類い希なる操縦技術は、彼女に体の負担をかけずに一緒に飛ぶために磨いたものだったのだが、それが叶う前に彼女は他界してしまい、それ以降彼は、ただ機械のように技術を高めてきた、という経緯があった。
カズヤの恋人（一部のヒロインのルートによって展開が異なる）に彼も好意を抱き、カルーア（テキーラ）ルートではカズヤと対決する事もある。なお、告白しようとした時期は、彼の妹のビアンカの命日付近で、その心の隙間を埋めてもらおうとしたからだと明かされる。最終的に2人の絆の前に想いは叶わぬことを知り自ら身を引く。その後、少しわだかまりは残ったもののカズヤと和解する。
無限回廊でのパルフェとの戦闘でパルフェの攻撃によりルーンエンジェル隊が全員気を失い、彼とカズヤだけとなってしまう。もはや全滅を待つだけの中、カズヤにヒロインの事を託しパルフェに対して特攻。機体のクロノストリングを開放して相手を道連れに自爆しカズヤ達を救う。そのため、彼はエンジェル隊で初の戦死者となってしまった。殉職したことで2階級昇進により大尉となっている。
しかし、その肉体はウィルによって回収されており、ヘレアの依代として再び姿を現す。その際にはロゼルとしての精神は四散し、ヘレアと記憶が同化した状態で主導権はヘレアにあった。だが、ヒロイン（カズヤの恋人）の言葉と、ビアンカの記憶から彼の記憶が覚醒し、ヘレアから肉体を取り戻すことに成功する。その後、ルクシオールに亡命しエンジェル隊として復帰。カズヤのいないルーンエンジェル隊を指揮することになる。なお、殉職し2階級昇進となっていたが、本人の希望により少尉として復帰する事になる。彼の記憶にはヘレアが自分の体で行ってきたウィルとしての行動すべて覚えており、入隊したばかりの自信に満ちた性格から一転して、罪の意識にさいなまれ当時の面影を残していない。

### ルクシオールスタッフ
タクト・マイヤーズ、ココ・ナッツミルクについては、ギャラクシーエンジェル#登場人物を参照。
タピオ・カー
声：千葉進歩
名前の元ネタは「タピオカ」。
ルクシオールの副艦長兼チーフオペレータとして新たに着任した人物。階級は中佐。その正体は「Eternal Lovers」以降和解したヴァル・ファスク人で、ヴァル・ファスクの中でもかなり上層部にいたらしい。冷徹なまでの合理主義者で、無駄が多いものの功績を残し、自分自身の種族に勝った「マイヤーズ流」を分析し、理解しようとしている。ルクシオールにヴァル・ファスクが動かすことができる「Vチップ」が埋め込まれているため、戦闘時はルクシオールとリンクして操舵を担当している。また、オペレーター能力に関してはココすらも上回っている。
着任当初はココの力を期待するあまり厳しく当たっていた。ココが艦長として大きく成長した後、ココと共に力を合わせルクシオールを指揮している。その際に、自分の事を「タピオ」と名前で呼んでもらおうとしたが、普通に「カー中佐」と呼ばれショックを受けていた。だが、無限回廊での戦い以降は名前で呼ばれている。なお、普段は目を閉じているが、驚いたり、感情的になったり、Vチップを使う際は目が開く。
「永劫回帰の刻」では相変わらず頭が固いものの、笑いに目覚めたり、エルシオールとムーンエンジェル隊の紋章機がヴァル・ファスクの母星を守るために自爆すると涙しながら叫んだり、カズヤが光の月へ向かう際に叱咤激励とともに笑顔をみせるて送り出す等、感情的な部分も多くなっている。
ランティ・フィアドーネ
声：吉野裕行
「フィアドーネ（Fiadone）」とはコルシカ島で伝統的に作られているベイクドチーズタルトの名。
戦艦ルクシオールの食堂のコック。カズヤとは料理学校時代の同期で、料理全般の部門（カズヤは菓子部門のトップ卒業）をトップで卒業した。デザート作りも一流ではあるが、カズヤには負けるらしい。容姿はいいが、女好きのためルーンエンジェル隊には今ひとつ相手にされていない。そのためかルーンエンジェル隊にもてるカズヤに時たま嫉妬している。だが、カズヤが明らかに間違っている事をやった時に殴って理解させるなど、カズヤの友人としてしっかりと考えている場面もある。下の名前は「永劫回帰の刻」で初めて明らかになった。また、もうすぐ20歳であることが明かされている。
クロワ・ブロート
声：魚建
「クロワ」はクロワッサンより。「ブロート（Brot）」とはドイツ語でパンの意味。
戦艦ルクシオールの整備班長。面倒見のいい頑固一徹の職人肌。一言で言えば江戸っ子。同じ整備班のコロネとはことあるごとに張り合っているが、仲が悪い訳ではない。カリントウが好物。下の名前は「永劫回帰の刻」で判明。また、既婚者であり、妻は宇宙空手の黒帯で強い事がわかった。ナノナノルートでは孫がいることもわかり、孫にプレゼントするはずの服をクッキーにあげている。
コロネ・シュークルート
声：亀岡真美
「コロネ」はパンのコロネより。「シュークルート（Choucroute）」とは、ドイツのキャベツの漬物であるザワークラウトのフランス語での呼び名。
戦艦ルクシオールの女性整備班員。そばかすと鼻の絆創膏、関西弁の口調がトレードマーク。ただ1人、カズヤを「カズやん」と呼ぶ。（一度、リコが関西弁を教わった時、しゃべり方が入れ替わってしまった。リコ・関西弁、コロネ・標準語）他にもルクシオールには多数の整備班員がいるが、本編中にはクロワとコロネしかグラフィックがなく、他の整備班員はもっぱら野郎どもと一括りにされている。下の名前は「永劫回帰の刻」で判明。
モルデン・ベーグル
声：安井邦彦
「ベーグル」は、発酵させた小麦粉の生地を輪の形にし、茹でた後に焼いて作られるパンの一種である。
戦艦ルクシオールの船医。医務室にいつもいるが、ナノナノがいるため医師としての出番は少ない。しかし、精神カウンセラーとして活躍する側面を持ち、エンジェル隊の相談にのったりする場面も多い。また、外科手術など、ナノマシンではできない治療の技術もある。温厚な性格だが、リコの体質改善の特訓の時異様なほど燃えたり、ナノナノの検査の際に、口出ししたカズヤに怒る場面も見られた。下の名前は「永劫回帰の刻」にて判明。
マリア・ステリーネ
声：近藤佳奈子
「ステリーネ（Stelline）」はパスタの一種で、星形をした粒状のパスタの呼び名。
戦艦ルクシオールの機関整備員。人に対しては無口で無愛想だが、機械類（特にルクシオールのエンジン）にはこの上ない愛着をしめす（この時の様子はかなり不気味である）。そのため、ほとんど食事を取らずに整備に没頭している。実はボク少女だったりする。
リリィとは十年来の知り合いで、彼女のことは「シャーベット」と呼んでいる。元はNEUEの人間だが、EDENの技術を身につけて機関整備員になったことが明かされる。なお、リリィの話では昔よりも愛想がよくなったらしい。
フルネームは「永劫回帰の刻」で判明。なお、彼女を「マリア」と呼んでいい人物は本編では明かされなかった。
メルバ・ブラウニー
声：阿澄佳奈
「メルバ（Melba）」はフランス人シェフ、オーギュスト・エスコフィエの考案したデザート、ピーチ・メルバより。「ブラウニー（Brownie）」はアメリカの伝統的なチョコレートケーキ。
戦艦ルクシオール船内のティーラウンジのウェイトレス。軍人なのだが、ウェイトレスの服を着たくてウェイトレスでの配属を希望した。軍人なだけあって大振りの銃を軽々と持つことができる。また、お盆格闘術、おにぎり格闘術なる格闘技の免許皆伝らしい。軍の階級はカズヤ達と同じ少尉。フルネームは「永劫回帰の刻」にて判明。衣装も変更されている。
ルコ・フリット
声：保村真
「フリット（frite）」とはフランス語で「揚げ物（フライ）」の意味。
ルクシオールの「ジャンクス」のコンビニ店員。エルシオールのコンビニ店員・エコの弟。兄同様に間延びしたしゃべり方をしているが、エコと一緒の時は兄に文句を言ったりなど違いがある。ジャンクスの他にレクリエーションラウンジの備品の整備を行っている。永劫回帰の刻において名前が判明。（一応名札をつけていたが、知っていたのはリコだけだったようだ。）
ヒビキ・タクマ
声：中村悠一
ルクシオールのオペレータースタッフ。赤毛の若者。普段は通信を担当している。階級は少尉。「絶対領域の扉」から出演しているが、名前が明らかになったのは「永劫回帰の刻」から。
シュリ・メランザーナ
声：門田幸子
「シュリ」は沖縄限定で売られている唐芋レアケーキの商品名より。「メランザーナ（Melongena）」とは、イタリア語でナスの意味。
ルクシオールのオペレータースタッフ。ハキハキした赤毛（ピンク寄り）の女の子。普段は操艦や航法を担当している。階級は少尉。男性オペレーター2人とは違い初出演は「無限回廊の鍵」から（名前の出展は「永劫回帰の刻」より）。
愛玉子・直
声：安元洋貴
「愛玉子」（オーギョーチ）とはクワ科イチジク属の植物の名で、それの果実から作られるゼリーを用いたデザートのこと。
ルクシオールのオペレータースタッフ。ツンツンとした頭とガッシリとした体格が特徴。愛玉子兄弟の兄である。階級は少尉。ちなみに初出演は「絶対領域の扉」から。（カズヤと他二人のオペレーターの会話から元エルシオールクルーらしい。）
愛玉子・交
声：安元洋貴
ルクシオールのセキュリティスタッフでナツメとカズヤが初めて出会ったときナツメを押さえつけていた人物でもある。ツンツンとした頭とガッシリとした体格が特徴。愛玉子兄弟の弟である。階級は少尉。初出演は「無限回廊の鍵（ただし、このときは名称が決まっていなかったため同一人物のような描写があった）」、フルネームは「永劫回帰の刻」で発覚した。
ブレンダ・グリシーニ
声：島ゆうこ
「グリシーニ（Grissini）」とはイタリアのパンの一種。
永劫回帰の刻のみ登場。EDEN軍からUPWに転属し新任シャトルパイロットとしてルクシオールに配属されるが、シミュレーターでいきなり墜落してしまうなどの失敗を見せた。性格は頑張りやだが、危なっかしい。階級は少尉。

### NEUE連合

#### セルダール
ソルダム・セルダール
声：杉田智和（無限回廊の鍵より）
「ソルダム」はプラムの一種のソルダムより。
セルダール王朝の国王で、非常に思慮深く、国民思い。リリィが最も敬愛している。ヴェレルの件では、フォルテは死刑になってもおかしくは無かったが、NEUE追放に止めた（実質はほとんどお咎め無し）。戒律で親族以外と話してはならないために、会話は妖精族であるケルシーとサンタローザに意識をリンクさせて二人を介して行っている。したがって、作中では直接の発言がなく、「絶対領域の扉」では声優は配役されていない。しかし、続編の「無限回廊の鍵」では兵士たちを鼓舞するため自らこの戒律を破棄しケルシー達を介さず喋っている（本人曰く「国王の神聖化のための偽りの戒律」とのこと）。
デリアナ・マッカラル
声：井上喜久子
セルダールの護衛隊の騎士。実力は四重の護剣でセルダール騎士団の隊長候補であったが、メノルカと犬猿の仲であったためにリリィはこれを拒否し、フォルテを例外的にセルダール騎士団の隊長としてしまった。だが、それすらもフェイクで実際はパージ・オブ・スカーレットアイズ（POSE ポーズ）の組織員であることを隠すための欺瞞であった。
メノルカ・サーディン
声：能登麻美子
セルダールの護衛隊の騎士。実力は五重の護剣でセルダール騎士団の隊長候補であったが、デリアナと犬猿の仲であったためにリリィはこれを拒否し、フォルテを例外的にセルダール騎士団の隊長としてしまった。だが、それすらもフェイクで実際はパージ・オブ・スカーレットアイズ（POSE ポーズ）の組織員であることを隠すための欺瞞であった。途切れ途切れの倒置法で話すという特徴的な喋り方をする。
ロディアック・キャンディラ
声：保村真
セルダール内務事務次官第三補佐でキャンディラ一族の三男。戦略結婚によりリリィと結婚しようとする。エンジェル隊からはスケベ親父と言われていた。無限回廊の鍵のエクストラルート「零落の姫君」にも登場しており、その時はソルダム王の側近として登場している。「赤眼の民」の根絶を掲げる超タカ派の集団、パージ・オブ・スカーレット・アイズ（POSE ポーズ）のリーダーで、アイラが王宮に来ていた時に不意打ちで襲い掛かってくる。だが、テキーラの雷魔法で返り討ちにあって倒されている。顔は直接出していないが、EDのキャストに名前が登場している事やリリィルートでは自分がリリィと顔馴染みだと言っている。
アイラ・カラメル
声：福井裕佳梨
リリィの母親であり剣の師匠。普段はオドオドしている上に人見知りが激しく鈍そうな女性だが、一度剣を持つとアニスが一瞬で気絶するぐらいの闘気を発することができる。実力はリリィすらも超える十重の護剣レベルと言われている。

#### マジーク
キャラウェイ
声：永澤菜教
「キャラウェイ」はセリ科の二年草の一種である姫茴香のこと。
大魔導の二つ名を持つ、マジークの代表にしてNEUE随一の魔女でカルーア（テキーラ）達公認A級魔女達の長。カルーア（テキーラ）の師匠で、常に怒られていたためかカルーア達は彼女を恐れている。なお、テキーラに関しては色々と悪ふざけしていたため自業自得に近い怒られ方をしていた。本来彼女と謁見するためには大使を介して謁見しなければならないが、三侯爵の件以降は必要がなくなっている。
ミモレット・ポートラン
年齢：22歳
惑星マジークにおける深層心理学者の第一人者。結婚しており、旧姓はミモレット・ランブール。マジークで多発した原因不明の頭痛を分析するために自己の深層心理への潜行を試みたところウィルによって閉じ込められ、昏睡に陥らされる。
彼女はカルーアが魔法を使えなくなった原因でもあるミモレット本人であり、カルーアの使い魔ミモレットも彼女の名前から付けられたもの。彼女が深層心理学を専攻した理由はカルーアのことを負い目に感じ少しでも自分が役立てるようになれたらと思ったからである。

#### アジート
グロッグ・メタブーハ
声：安元洋貴
惑星アジート周辺で違法な密輸船団を中心に襲っていた海賊の船長。実は元アジート一家のトレジャーハンターでアニスとも顔なじみ。奇襲作戦の際、アニスに協力する。「永劫回帰の刻」では、兄貴分であるケルビンの元を尋ねに来た際に出会う。なお、前作に比べるとふくよかな体型になっている。
ケルビン・グレープ
声：チョー
元アジート一家の二番頭であり、アニスの育て親。アニスの事を溺愛していたが、幼い頃にアニスの父親であるガラムが死んだ後、アニスを一人前のトレジャーハンターにするために厳しく接してきた。そのため、アニスは彼にどう接すればいいかわからなかったため、レリックレイダーの調整以外で彼の元へ尋ねる事はなかった。小さい女の子などには優しく、他の人にはそっけない態度をとっている。なお、レリックレイダーは彼が独学で整備したものであり、そのメカニックの腕前はクロワも絶賛していた。アニスの短気や意地っ張りは彼の影響らしい。
スタンレイ
声：杉田智和
「スタンレイ」はプラムの一種のスタンレイより。
元アジート一家の流れ者。片目を眼帯で隠している優男。「スケコマシのスタンレイ」と呼ばれていて、アジート一家の女の子に声をかけていたという。突然アジート一家にやってきて、急にアジート一家の元から離れている。その正体は、王位を継承していない頃のソルダム・セルダールであり、惑星アジートで発掘された紋章機をお忍びで見に来ていた。
ガラム・アジート
声：下和田裕貴
名前の由来は妻のマサラと合わせてインド料理で使われる混合香辛料の一種「ガラムマサラ」より。
アジート一家の親方でありアニスの父親。アニスがまだ物心が付く前に落盤事故によって亡くなっている。ケルビンにアニスの事を遺言として託している。
マサラ・アジート
声：佐藤ひろ美
アニスの母親。アニスと同じ髪飾りをしアニスによく似ている。ガラムと同じように落盤事故によって亡くなっている。なお、アニスの髪飾りは、彼女の形見でもある。

#### アームズ・アライアンス
ユズ・イザヨイ
声：藤田咲
ナツメの妹。アームズ・アライアンスの第2王位継承者。ナツメが裏切り者として公女の座を剥奪されて以降、彼女がアームズ・アライアンスの公女を引き継いでいる。ナツメとの仲は良く、裏切り者扱いされるナツメの事で心を痛めている。気弱な性格ながらも、ナツメに似たところがある。また、彼女もナツメと同様に護身壁の力を持っている。ちなみに、彼女の初登場は時系列から無限回廊の鍵のエクストラルート「零落の姫君」となる。
ハモン・ゼルベック
声：矢部雅史
アームズ・アライアンスを構成する3惑星の一つ「カジェル」の中将。ある理由から白き月に向かわなくてはならず、ルクシオールと対峙する事になる。ナツメから言わせると実力は佐官クラスなのだが、自分と同型の戦艦を使い紛れ込むなど意外に知恵を使って攻めてくる。その正体はNEUEにおけるゲートキーパー。

#### スプライト
ケルシー
「ケルシー」はプラムの一種のケルシー（巴旦杏）より。
声：井口裕香
ソルダム・セルダールの側近の一人で妖精。サンタローザもそうだが、妖精には精神リンクという一種のテレパシー能力があり、戒律により家族以外に対しては声を出せないソルダム王の言葉を人々に伝える役割を果たしていた。また、「絶対領域の扉」ではサンタローザと共に、ABSOLUTEへのゲートを開くため、カズヤとヒロイン（「無限回廊の鍵」に収録されたエクストラルートではルーンエンジェル隊5人）とを精神リンクで繋ぐ役目を果たした。なお、「無限回廊の鍵」でソルダム王が戒律を破り、自ら言葉を発するようになった際には、お役御免になったのかとサンタローザ共々ショックを受けていた。
サンタローザ
「サンタローザ」はプラムの一種のサンタローザより。
声：廣田詩夢
ソルダム・セルダールの側近の一人で妖精。「絶対領域の扉」のエキストラルートで明らかになったが、5人も同時に精神リンクをするとさすがに疲れるらしい。
ハーコット
声：矢作紗友里
「ハーコット」はアンズの一種のハーコットより。
惑星スプライトを治めている妖精族の長。600年以上生きているが、ノリなどはケルシーたちと同様にかなり軽い人物でもある。秘密厳守だった妖精の国だが、彼女としてはその状況を脱却したいと思っており、カズヤたちに快く協力してくれる。また、ケルシーたち以上に精神リンクを内部まで入る事ができ、精神リンクした相手で話すこともできる。ケルシー、サンタローザ曰く、その気になれば、相手の精神を完全に乗っ取れるという。

### クーデター軍
ディータ
声：榎本温子
「絶対領域の扉」序盤に登場するクーデター軍の重要人物。アニスを使い、ルクシオールからブレイブハートを盗み出して破壊しようとしたのを手始めに、ルクシオールとルーンエンジェル隊の前にたびたび立ちはだかる。
魔法惑星マジーク出身者で、かつてカルーア（テキーラ）とは公認A級魔女を争ったことがある。プライドが高く、自分ではなく辺境出身者であるカルーアが公認A級魔女になったことに憎しみを抱き、以来カルーアとマジークに恨みを抱いている。ナノナノからは「おばさん」と呼ばれ怒る場面もある。
最終的にはルーンエンジェル隊によって搭乗艦を撃破され、テキーラから脱出するように勧告されるもそれを蹴り、爆発炎上する艦と運命を共にした。
魔術ではカルーアには勝てないが、呪術、洗脳関係に関してはカルーアよりも実力が上。カルーアがヒロインの場合、彼女の呪術がその死後（コミック版ではテキーラが眼を覚ました直後）に危機を招く。なお、この呪いは条件に満たさないと半年で消える。
ヴェレル
声：麦人
ABSOLUTE唯一の生き残りで、「絶対領域の扉」の黒幕。長い間眠りに着いていたところをABSOLUTEの探索を行っていたEDEN軍によって発見され、ABSOLUTEのすべてを託した。だが、その裏側では、自らを「唯一神」と称し、すべてのゲートを掌握してABSOLUTE防衛システム（通称・影の月）を使い、全ゲートの支配者（つまり全宇宙の支配者）になろうとしていた。その手始めとして、科学的にも復興していないNEUE掌握を狙う。「無限回廊の鍵」以降、彼が起こした反乱を「ヴェレルの乱」と呼ばれるようになる。
性格的には慎重な人間で、すべての可能性を考え確実な勝利を取るような行動を選ぶ。それゆえに、その想定の範囲外の行動を取るタクトには、感情を露わにすることもあった。
最後には、切り札だった影の月をルクシオールのデュアル・クロノ・ブレイク・キャノン（小説版ではエンジェル・フェザーを展開した全紋章機の総攻撃）によって破壊され、降伏を潔しとせずに反撃をかけるも、ルーンエンジェル隊とムーンエンジェル隊の総攻撃によって撃破される。
コミック版では影の月のバリアの内側にいたがカズヤが偶然見つけたバリアの亀裂部分にクロスキャリバーの2連続ハイパーブラスターをくらいバリアが破壊された後、デュアル・クロノ・ブレイク・キャノンを受けるも脱出前にミモザに頼まれミルフィーユが開いたゲートを通り自分達がもといた世界に戻ったとされたため死亡が確認されていない（グラン・ヴェレルの残骸も残っていなかった）。
「無限回廊の鍵」において元々は影の月の管理者であったことが発覚。当時ABSOLUTEで反乱を起こしたヴァル・ファスクの反乱を鎮めるため対Vチップ用のシステムを開発したとタピオの会話から明かされた。

### 三公爵
無限回廊の鍵に登場するアームズ・アライアンスを構成する3惑星の代表格。ウィルと無限回廊の開示技術提供を条件に、NEUE連合の惑星を人質にとりながらEDENの最新鋭戦艦であるルクシオールと対峙する事になる。
カルバドゥス・カジェル
声：星野貴紀
カルヴァドスはりんごから作られるブランデーの一種。
アームズ・アライアンスを構成する3惑星の一つ「カジェル」の侯爵。豪快で力に慢心している一方、奇襲に狼狽えるなど詰めが甘い部分もある。対ルクシオールの一番手として登場する。
ベネディクタイン・パイク
声：松山タカシ
ベネディクティンはフランス原産のリキュールの一種。
アームズ・アライアンスを構成する3惑星の一つ「パイク」の侯爵。対ルクシオールの二番手として登場。かなり慎重な人物で、他のアームズ・アライアンスと手を組んでいるが信用をしていない。狡猾で罠を仕掛けるような戦いを楽しむ一方、予想外な事態に対応できない面もある。
ジュニエヴル・ハチェット
声：野島健児
アームズ・アライアンスの惑星「ハチェット」の摂政。ナツメの後見人であり、彼女からの信頼も厚かった。ナツメが捕虜になった後は彼が「ハチェット」を統治している。他の侯爵たちと仲良くしようとする素振りとは逆に、自分自身影で暗躍している。戦略は前の2人の戦いを見て二重三重に用意を行うなどかなり冷静ではあるが、反面自身の作戦が失敗すると大きくうろたえる。
正体はイザヨイ家の始祖によって滅ぼされた「妖術師」の生き残りであり、公認A級魔女ですら使用が禁止されている禁呪や数々の邪悪な魔法を使える。かつて先祖を辺境へと追いやったセルダールに対する憎しみは深く、その恨みを脈々と受け継いできた。
ナツメに対しては利用してきたとはいいつつも、ある種の愛情のような感情を抱いていた。

### ウィル
パルフェ
声：天田真人
「無限回廊の鍵」におけるすべての事件の黒幕。見た目は頭上に天使の環、翼を持った巨大な天使のような姿であるが実際は冷酷にして非道。ウィルのディバイス階級に属する。アームズ・アライアンスの三侯爵を唆しルクシオールを攻めるゲームを持ちかけた。ウィルの文明を広め伝えようとしたが交渉が決裂したことにより、ルクシオールをイレギュラーと決め付けて襲い掛かる。最終的にはロゼルの特攻（ホーリーブラッドで突撃後、クロノストリングを解放し自爆）により旗艦ごと消滅した。
ソルベ
声：天田真人
ウィルの実行部隊であるディバイス階級の一人。外見は額を覆う兜のようなものをつけているがそれ以外はパルフェと似ている。パルフェと違い通信でルクシオールに通信を行ったりなど少し人間に近い存在のように見せている。惑星ヴァル・ランダルの5倍の直径を持つ巨大な第二惑星をブラックホール化させるなど、超常的な力を持つ。普段はパルフェ同様に冷静沈着で丁寧な言葉で語りかけてくるが、「デュアル・クロノ・ブレイク・キャノン・アンリミテッド」により護りの弱点をつかれアストラル・ソルベを破壊されたことにより逆切れし、カズヤたちのことを見下した発言をし口調も荒くなっている。
ヘレア
声：小林ゆう
ウィルにおける神。見た目は左肩に翼を生やした少年のような姿をしている。創造主を自認しており、対になる女神のセレナと共に宇宙の始まりであるビッグバンと宇宙の終焉であるビッグクランチを何度も繰り返してきた。
その存在は虚であり実とは干渉しないため、依代となる人間に憑依して実の世界においてその本来の力を具現化させようとする。そのためには何億もの「器」となる人間の精神を繋げる事が必要でその膨大な精神と知識を利用して「オーブ」と呼ばれる超常的な力を発現する。
初登場時はロゼルに憑依し実世界に光臨している。その際、宇宙空間を生身の姿で出て来たり、ルクシオールに通信をハッキングをしたりと人間としてのロゼルを冒涜するような行為を行いルーンエンジェル隊を怒らせた。なお、ロゼルの記憶は共有しているものの、ロゼルの精神は四散していたためロゼルの意思は存在しない。戦術もお粗末であり、面倒という理由で同じ陣形を行うなど適当な部分が多い。
ヒロインが女神にならないという理由でカズヤを殺そうとするが、ロゼルの妹が映ったロケットを見ることにより分離する。最終的にこの世界で神になることを諦めて、光の月により再びビッグクランチを起こそうとしたが全宇宙の意思により妨害され失敗。最後は最大のイレギュラーであるカズヤたちを排除しようと試みたが結局失敗。実世界への影響力を完全に失い虚世界を永遠にさ迷う存在となり敗北する。
セレナ
声：小清水亜美
ウィルにおける女神。見た目は右肩に翼を生やした少女のような姿をしている。創造主を自認しており、対になる神のヘレアと共に宇宙の始まりであるビッグバンと宇宙の終焉であるビッグクランチを何度も繰り返してきた。
その存在は虚であり実とは干渉しないため、依代となる人間に憑依して実の世界においてその本来の力を具現化させようとする。そのためには何億もの「器」となる人間の精神を繋げる事が必要でその膨大な精神と知識を利用して「オーブ」と呼ばれる超常的な力を発現する。なお、実の世界においては干渉できないため肉体に攻撃することは不可能となっている。
冷ややかで冷淡な口調で話し、ヘレアにわがままを言ったりする。作中においてヒロインを女神と決め付けて憑依しようとしたが、ヒロインが最後まで抵抗したために結局憑依できなかった。

### その他
ミモレット
声：小林晃子
「ミモレット」はチーズのミモレットより。
マジークにいる魔法生物の一種で、カルーアに使い魔として運用されている。黒猫の顔をした浮遊物体で人の言葉を話すこともできる。口に剣を銜えてリリィと剣の特訓をした事がある。ナノナノにしばしば顔を引っ張られて遊ばれているが、当然本人はそれを激しく嫌っている。名前の由来はカルーアの過去と関係がある。
クッキー
声：こおろぎさとみ
他のナノマシン生命体「プディングシリーズ」のオリジナルとなったヌルボディ。触れたものの遺伝子を吸い取るという特性を持つためこれにより4096体のプディングシリーズが作られた。フェムトで発見された後は、ルクシオールの医務室で管理されている。名付け親はナノナノ。
各ヒロインごとに保管されていたケースが割れる事によりヌルボディが出てきてしまい、触れることで自我を移行する事になる。ヒロインがカルーア＆テキーラの場合はテキーラの自我が移行しテキーラ本人に成長し、ふたりは一時分離する。同じくリリィの場合は、掌に付着したサンタローザの鱗粉の遺伝子と彼女自身の遺伝子が合わさり、妖精の身体に成長し自我はリリィのものが移行する。両ヒロインとも後にハーコットの協力を受け、元の体に意識が移行し、クッキー自身は元のヌルボディに戻る（他のヒロイン（リコ・アニス・ナツメ）の場合は接触寸前にカズヤ（リコの場合はモルデンも）が吹き飛ばされる）。
ヒロインがナノナノの場合、カズヤの右手で触れてしまい、カズヤとナノナノのDNAを吸い取り、体格も赤ん坊から子供の大きさになってしまう。二人のDNAを吸い取ったため実質上カズヤとナノナノの子供となり、名前も「クッキー・プディング」となる。言語能力は発達していないが、人が話す言葉は理解している。ナノナノと同じく大食らいで、ナノナノ並みに食べる事ができる。だが、ナノナノとは違い何故か無機物への修理能力を持つように設定されている。ナノナノのことを「ナノママ」と呼ばせている。
最終的にはシャトルの事故でカズヤやナノナノを守るために自分のナノマシン全てをシャトルの修理に用いる事で消滅し元のヌルボディに戻る。
ビアンカ・マティウス
声：矢作紗友里
ロゼルの妹。幼い頃から体が弱く、少しの運動で倒れてしまうらしい。ロゼルがパイロット候補としての試験の時に病状が悪化し、彼が死に目を見ないうちに亡くなっている。
ペル・オレキエッテ
声：下和田裕貴
ちとせが見つけた平行宇宙「PHOS」のゲートキーパー。一見大人しそうな少年に見えるが、殴られたり嫌われたりする事を愛する性癖を持っている。ナノナノとヴァニラから「M」だと言われた。独特な価値観を持っており、食べ物などはほとんどが青や緑で白いもの（純白）は珍しいらしい。（「白っぽいもの」はあるらしい）また、ミルフィーユと同じような強運を持ち合わせている。意外に運動神経がよく、走り込みでカズヤとアニスを上回るタイムを出した。ノアの事を敬愛しており、ノアに殴られたりする事を喜んでいるため、ノアは彼のことを避けている。
リベラ・クルーザン
声：小島幸子
平行宇宙「ALTE」出身のゲートキーパー。目の周りを黒く丸く塗り、パンダの着ぐるみのような衣装をしていた。
ロンド・パスティヤージュ
声：大原さやか
平行宇宙「RUIN」出身のゲートキーパー。白いドレスと高位の宗教者がかぶるミトラのような帽子をかぶった小麦色の肌の小柄な少女。
クラム・ベイク
声：野島健児
平行宇宙「SKIA」出身のゲートキーパー。見た目は仏僧のような格好をした青年。
ミモザ・フルール
コミック版3rdの18話から登場したコミック版オリジナルの謎の人物。マジークでのディータとの決戦後に回収された紋章機らしき正体不明の機体のなかに腕に怪我を負った状態で冷凍睡眠されていた。服装は見た感じエンジェル隊の制服に近い。
その正体は時空震以前に行われていたブレイブ・ハート計画という計画に参加していた紋章機のパイロットだった。
カズヤたちの絆を認めた後行方を晦ますがたびたびカズヤの目の前に現れて助言をおこなっている。また、ヴェレルの部下だったらしくたびたびヴェレルの前に姿を現したりしている。
最後は脱出前にミルフィーユによって開かれたゲートを通りヴェレルと一緒に自分たちのいた世界へ帰っていった。

### エンジェル隊
ミルフィーユ・桜葉（ミルフィーユ・さくらば）
声：新谷良子
年齢：21歳
アプリコットの7歳年上の姉であり、EDENやNEUEなどの各領域と「絶対領域」ABSOLUTEとのゲートを開けるEDENのゲートキーパー。「絶対領域の扉」の時は唯一のゲートキーパーだったためABSOLUTEから離れることができなかった。その能力ゆえ「時空の女神」という異名で呼ばれているが、本人はその呼び名を好んでいない。階級は少佐。
コミック他オフィシャルでのタクトの妻。「絶対領域の扉」ではヴェレルに誘拐され、洗脳装置によって無理やりゲートキーパーの力を悪用される。その後、元ムーンエンジェル隊メンバーによって救助され、最終局面ではラッキースターに乗ってアプリコット達と共に戦う。
「無限回廊の鍵」では、ゲートキーパーに専念するためにセントラルグロウブにいるため、元ムーンエンジェル隊の中ではタクトとよく顔を合せているとのこと。
蘭花・フランボワーズ（ランファ・フランボワーズ）
声：田村ゆかり
年齢：22歳
NEUE世界の魔法惑星マジークに駐留するEDENの親善大使で、アニスから「ネエさん」と呼ばれ慕われている。また、「絶対領域の扉」の本編後半では、経験者がいなかったからという理由でマジーク軍の指揮を執ることになる。
相変わらず占いの類が好きで、公認A級魔女であるカルーアを尊敬し、蘭花の方が年上なのにもかかわらず「マジョラムさん」と呼んでいる。
「無限回廊の鍵」では弟の結婚式のため実家に戻っている。なお、彼女がタクトの奥さんの場合は、セントラルグロウブに残っておりタクトと生活している。
「永劫回帰の刻」では、久々のムーンエンジェル隊時代の服を着用してもサイズが問題なかったりと、相変わらずトレーニングは欠かしていない様子である。
ミント・ブラマンシュ
声：沢城みゆき
年齢：20歳
ブラマンシュ商会NEUE総括支部長。ブラマンシュ商会の社員兼経営者一族として、艦内のコンビニ「ジャンクス」の運営をはじめ、タクトたちを全面的に支援している。
テレパスを使えるのはテレパスファーというブラマンシュ星特有の寄生生物の影響である。
アニスは、ブラマンシュ商会から多額の借金をして宇宙艇を購入したが、戦闘により破壊されてしまったためにその借金を返す当てがなくなり、身分をミントに握られており、債務をネタに、ルーンエンジェル隊への入隊を渋っていた所を半ば脅迫のように、参加させられる。
ブラマンシュ財閥の力を含んだ情報収集・処理能力は絶大であり、UPWと協力関係を構築、ムーンエンジェル隊、及びタクト・マイヤーズの参謀役も務めた。
「無限回廊の鍵」において、ダルノーの引退にあわせ、ついにブラマンシュ財閥の総帥に就任。事件の折は、たまたまセルダールに来ていて、事件の大きさからルクシオールを支援する。また、前作でアニスの借金はチャラにしたものの、彼女のカードで買い物しているので彼女への借金はまた増えている。
「永劫回帰の刻」では、退役というのが表向きであり実際は予備役だったため、少佐として服役することになった。
フォルテ・シュトーレン
声：山口眞弓
年齢：26歳
NEUEの主星である惑星セルダールの軍事顧問。階級は中佐。セルダール近衛隊の隊長代理も兼任することになり、カズヤを送り出したあとセルダールへ戻り国王警護に当たる。だが、ヴェレルにソルダム国王などを人質に取られクーデターを強要される。が、実は面従腹背でクーデター側においてもヴェレルへの反攻を探る「アンダーカバー」として動いていた。セルダールのために動いていたが罪として裁かれ、NEUE追放の処分を受ける。
教官として後進の指導に当たり、アニスを除くルーンエンジェル隊を教え、一人前のパイロットに育て上げた。各隊員からは慕われている。特にセルダール近衛隊に所属していたリリィとの関係は深い。教え子ではないアニスからも、ネエさん（蘭花）の隊長だからという理由で「姐御」と呼ばれていた。カズヤからは「教官」と呼ばれている。また、ナツメとは銃火器の話で会話が弾んでいる場面もある。
「無限回廊の鍵」では、ヴェレルの乱に関わった罪でNEUEを追放されたのをいいことに、EDENに戻ってバカンスに興じている（なお、軍としては謹慎処分なので除隊ではない）。
ヴァニラ・H（ヴァニラ・アッシュ）
声：かないみか
年齢：17歳
NEUE世界で最もナノテクノロジーが発達している惑星ピコにてナノマシン技術の研究・普及業務に従事している（しかし、漫画版ではフォルテに関する一件で現在惑星ピコから追い出された状態になっている）。少佐待遇だと思われる。元ムーンエンジェル隊員の中で唯一身長が伸び、かなり成長しているが、相変わらずあまり感情を表に出さない。年齢に似合わないほど落ち着いた美女で、前作の不思議な雰囲気から神秘的な雰囲気へと変わっており、その外見にカズヤも見とれたことがある。なお、前作では常に付けていたヘッドギアは外しており、代わりにカチューシャのようなものを付けているが、これがヘッドギアの代替品なのかどうかは不明。
惑星ピコの衛星フェムトからナノナノを発見し、ナノナノからは「ママ」と慕われている。彼女自身もナノナノの前では笑顔を見せ、なにかと気に掛けている。
「無限回廊の鍵」では、師匠であるシスター・バレルの墓参りのためにEDENの故郷に戻っている。
「永劫回帰の刻」おいてナノナノと97%の遺伝学的な血縁であることから、ナノナノに遺伝子提供を行ったのが遠い昔のヴァニラの血族だったことが判明する。なお、彼女の制服のみ形は同じだが、成長したことにより新調している。
烏丸ちとせ（からすま ちとせ）
声：後藤沙緒里
年齢：21歳
フォルテと共に惑星セルダールの軍事顧問であり、また教官としてルーンエンジェル隊を養成、主に座学（頭のほうの勉強）を担当した。階級は大尉。「絶対領域の扉」では、本編開始時にムーンエンジェル隊の紋章機のメンテナンスのため、エルシオールや紋章機とともにEDENに一時帰還する。
その後、UPWの創設にあわせてEDEN軍から出向の形で参加、新たに発見された平行宇宙の探査部隊の隊長を務め、平行宇宙「PHOS」からミルフィーユに続く第2のゲートキーパーを発見するという功績を挙げる。なお、彼女がタクトの奥さんの場合は、セルダール陛下の計らいでUPW勤務になってタクトと同じ職場にしてもらったことになっているが、その真面目な性格から次々と仕事を入れてしまい、結局長く一緒にいられないでいる。なお、タクトは職権乱用をし、できるだけ長い時間いられるように工面しているらしい。
「絶対領域の扉」のエキストラルート「麗しのカトリーヌ」では、惑星マジークでお忍びで来ていたナツメと遭遇している。その際、カズヤをからかうなどお茶目な一面を見せた。
「永劫回帰の刻」では、ナツメとの交友関係を持ち、視聴覚室で見るためのビデオをジャンルを問わず郵送している。また、ナツメがヒロインの時のみ、惑星マジークでお忍びで来ていたナツメと遭遇したことに気づいている。

### エルシオールスタッフ
タクト・マイヤーズ
声：うえだゆうじ
年齢：26歳
新たに発見されたNEUE宇宙との交流を推し進めるため、EDENの最新鋭戦艦「ルクシオール」の艦長を務めている。新世界NEUEにおけるロストテクノロジー調査隊司令官であり、NEUEにおいては「EDENの英雄」の二つ名で呼ばれ、かなりの知名度があり、新たにルーンエンジェル隊を設立してロストテクノロジーの調査・発掘の任に就いている。コミック&小説版ではミルフィーユ、ゲーム版ではプレイヤーの選択（艦長オフィスに飾る掛け軸の内容）によって元ムーンエンジェル隊の6人のうち誰かと結婚をしている。性格は前作同様、マイペースで呑気。仕事をやりたがらず、女の子と仲良くなることが好き（結婚相手がヴァニラの場合、子持ちだと女性が近づいてこないと言う理由でナノナノにパパと呼ぶことを禁止している）。リコの男性恐怖症を少しでも改善するために、積極的にリコに触り、よく投げ飛ばされている。相変わらず堅苦しいことは嫌いらしく、ルクシオール艦内では軍艦なのにお互いが名前で呼び合っているのも、タクトの意志によるもの。そんなタクトが功績を挙げ続けているところからか、彼の流儀は「マイヤーズ流」という名で知られている。
NEUE全土に対してクーデターを起こしたヴェレルに対しては強い意志を持って臨み、マジークやセルダールとの友好に取り組み、連合軍を結成しヴェレルを圧倒、討伐した。ヴェレルの叛乱を退けた後は、NEUEをはじめとする並行宇宙の復興支援をする組織UPWの設立に尽力。長官に就任し、ABSOLUTEに常駐することになる。また、強力な後押しによりUPWの上層部を強引に納得させ、ノアをUPW代表に就任させる。ルクシオール艦長職を後輩であるココ・ナッツミルクに譲った際、彼女がその責務の重圧に潰されそうなことを予想して、とある手を打っておくなど、心理戦術の冴えは相変わらず。ヴァル・ファスクであるタピオをルクシオールのチーフオペレーターに任命するなど、実力があり信用も置けると判断した時には、かつての敵であっても、適材適所の人事を断行するような懐の深さもある。
「永劫回帰の刻」ではEDEN解放式典の挨拶を務めるなど要人としての活躍を見せており、トランスバールとヴァル・ファスクの友好を政治的な立場で支援。軍人としては第一線を退いたものの、随所で補給物資やアドバイスを贈り、物心両面で支援し続けた。
レスター・クールダラス
声：小西克幸
年齢：26歳
タクトがルクシオール艦長に就任したため、副艦長から昇進し、エルシオール艦長に就任。階級は大佐。「無限回廊の鍵」ではUPW長官となったタクトを補佐するため、エルシオールを降り補佐官（実質副長官）に就任するが、結果としてエルシオール副司令官時代同様にタクトに振り回されることになる。前作同様にアルモに想いを寄せられているが本人が気づいている様子を見せることはない。
ココ・ナッツミルク
声：浅野るり / 佐藤利奈（ギャラクシーエンジェルII「無限回廊の鍵」/「永劫回帰の刻」）
年齢：23歳
「絶対領域の扉」では、戦艦ルクシオールのチーフオペレーター。タクトと共にルクシオールに転属となった。階級は大尉。レスターがいないタクトをサポートしており、さらにストッパー役としても活躍している。ルクシオールが分離した際には主翼部に残ったタクトから艦底部の指揮を託されるなど、実質的なルクシオールの副艦長といえる。また、超絶的な操艦技術を披露している。「絶対領域の扉」のエクストラルートによると、軍人になった直後少しでもタクトの役に立とうと思い猛勉強して、最年少で操艦資格を獲得したということが発覚した。
「無限回廊の鍵」ではUPWに召喚されたタクトが帰ってくるまでの間の艦長代行になっていた。その仕事っぷりから、タクトがいた時よりも仕事が進んでいるのではないかといわれるほどである。ルクシオールがUPW軍に編入されたのと同時に、タクトが長官に任じられたことに伴い艦長を解任されたため、今までのさまざまな功績から新艦長に任命され、それに伴い階級も大佐へ一気に昇進している（元々、少佐への昇進は決まっていたが、タクトが長官特権を使用し三階級昇進させた）。しかし就任当初は艦長職の重圧に耐え切れず悩み、指揮も精彩を欠く時期があったが、タクト（実際にはタクトの脳内マトリクスをスキャンしたデータが使われたAI）に励まされ髪を下ろし眼鏡をはずすなど大幅なイメージチェンジを行い、以後はタクトとは違う新しいルクシオールの艦長として、皆を引っ張っていくことになる（なお、これ以降服装が変わりマントを着けてベレー帽をかぶっている）。また、同作で下の名前がナッツミルクであることが初めて明らかになった。本作では「ナッツミルク艦長」もしくは「ナッツミルク大佐」と呼ばれることも多い。なお、エンジェル隊のイベントに進んで参加したりなどと基本的なノリは変わっていない。
年齢のことは気にしているらしく、アニスに「古々米」と言われたときは静かに激怒していた。
アルモ・ブルーベリー
声：小暮英麻
年齢：23歳
レスターに引っ付いている形で、エルシオールのオペレーターとして残留。前作から続いてレスターに恋心を抱き続けているが、どうやらいまだにレスターには気づいてもらっていないようである。「無限回廊の鍵」では、レスター同様に軍を辞め、補佐官専属秘書という形でレスターについてくる。メロメロでありながらもテレ屋さんの性格が災いし、正式な告白はできないまま最終話に至った。

### トランスバール皇国
ノア
声：谷井あすか
年齢：15歳
コールドスリープに入らずに多忙な日々を送っていたために、順調に成長し美しい少女に変貌を遂げ服装も変わっている。表面上は頑な態度は変わらないが、内面ではタクト・マイヤーズを初めとする「仲間」への情愛が以前よりも高くなっており、仲間を心配したり冗談を言うなどの一面も垣間見られる。「無限回廊の鍵」においてはタクト・マイヤーズの強力な後押しによって一度はUPW代表に就任。高圧的に戦いを仕掛けてきたウィルに対しては強烈なまでの敵愾心を抱いており、ウィルに対抗するために「永劫回帰の刻」ではUPW代表の立場を辞退しUPW科学技術調査局を設立し局長に就いた。
ライブラリを使ってABSOLUTEへの道を解放し、NEUEへの道を開き全宇宙の発展に大きく寄与。ルクシオール級戦艦、リプシオール級戦艦、デュアル・クロノ・ブレイク・キャノン、量産型紋章機ホーリーブラッドなどを設計・開発したのも彼女である。さらにはヴァル・ファスクを指揮し黒き月を再建しており、その生産能力を活かしてUPWを支援。リコが持つバランスデティクション能力を発見し研究。ウィルが使用した無限回廊の鍵を自力で開発しようとしており、その副産物として無限回廊が開く際の予兆波を発見しウィルへの対抗手段を確立。その他、数え切れないほどの活躍を見せている。
密かに背が低いことを気にしており、アニスに対しては「チビ」と呼ばれて「サル」と言い返すなど犬猿の仲（その割に意見を出し合う時はよく合うところがある）。また、「PHOS」のゲートキーパーであるペルの性癖のせいで付きまとわれており、罵倒したり暴力に訴えても迫ってくるペルにどう対処していいかわからないために、ペルのことを極力避けるようにしている。
ルフト・ヴァイツェン
声：納谷六朗
自らUPW代表を辞任したノアの代わりにUPW代表にタクトにより任命される。

### その他
ダルノー・ブラマンシュ
声：塚田正昭
ミントの父でブラマンシュ財閥の総帥。
「無限回廊の鍵」において、引退し総帥の地位をミントに譲ったことが語られている。だが、「永劫回帰の刻」ではミントが復役したことにより再び総帥に逆戻りしてしまう。また、結婚式での引き出物の中に彼が書いた金が儲かる方法の36巻セットがあるなど意外なところで名前が登場する。
ペイロー兄弟
「ペイロー」はアルコールメーカーのフランソワ・ペイロー社より。
原作系のCDドラマ「飛び込んできたTWIN☆STAR」に登場する双子の兄弟。
銀河全体を巻き込む災いの予兆を知らせに、皇国領外からやってきたメッセンジャー的存在で、乗ってきた宇宙船が故障したところをエンジェル隊に救助され、その後白き月に向かった。
未来人で、今から5年後の未来に生まれ今から8年前の過去にタイムスリップしたらしい。ひょんなことからヴァニラを未来の母親だと勘違いしてしまうが本当の母親となる女性はトランスバール軍にいる。
マリブ・ペイロー
声：サエキトモ
「マリブ」はココナッツ・リキュールのマリブより。
年齢：10歳
双子の兄弟の兄。温厚な性格（意外と腹黒い）で学究肌。眼鏡にコート型の白い制服を着用。
原作系では血気にはやるココモのブレーキ役。反面、実戦はあまり得意ではない。シミュレーションの方の成績はいい。
ココモ・ペイロー
声：三瓶由布子
「ココモ」はココナッツ・リキュールのココモより。
年齢：10歳
双子の兄弟の弟。兄とは反対に血気盛んな性格。赤い制服を着用。
パイロットとしての素質がある。
誰に対してもタメ口をきくなど生意気なところがあり、子ども扱いされるのを嫌うがかなりの甘党で、逆に親父臭い物（くさやなど）を死ぬほど嫌う。ミントが樹になって、眠っている間に「おでこのマークが似ているから」という理由で蘭花と意気投合し結婚、老後「おでこのマークが似ててなんかムカつく」という理由で別居（ノーマッド談）したらしい。

## ゲーム

### GALAXY ANGEL II 絶対領域の扉
ギャラクシーエンジェルIIのゲームシリーズ1作目。

PS2専用ゲームで、2006年6月22日（2月23日・4月27日より二度延期）発売。

#### 主題歌
- オープニング side M「Wing of Destiny」
  - 歌：富田麻帆、作詞・作曲・編曲: 上松範康、2006年2月24日発売、通常版とDVD同梱版あり
- オープニング side H「Eternal Love 2006」
  - 歌：影山ヒロノブ、作詞: 森ユキ、作・編曲：坂本裕介、2006年3月24日発売
- エンディング「Cause your love 〜白いmelody〜」
  - 歌：佐藤ひろ美、作詞：Bee'、作・編曲：西脇辰弥、2006年7月28日発売

### GALAXY ANGEL II 無限回廊の鍵
ギャラクシーエンジェルIIのゲームシリーズ2作目。2007年10月18日発売。
「無限回廊の鍵」というサブタイトルは「絶対領域の扉」というサブタイトルと対応づけたものとされ、水野良プロデューサーの了承を受けたものとされる。ブロッコリーの木谷高明会長（当時）の発言によれば、コンシューマ向けゲームとしては（「絶対領域の扉」を含めた）3部作となる可能性が高いと思われる。

#### 主題歌
本作のEDは各章をクリアする毎に流れる。第1章から第7章までは下記の固定の曲が流れるが、第8章はストーリーで選択したヒロインの曲が流れる。またそれとは別に全体のグランドエンディングが存在する。
- オープニング Ver.M「Wing of Destiny 〜Angel harp arr.〜」
  - 歌：富田麻帆、作詞・作曲：上松範康、編曲：藤間仁
- オープニング Ver.R「Eternal Love 2007」
  - 歌：新谷良子、作詞：森ユキ、作・編曲：坂本裕介
- 第1章エンディング「ガラス色sensation!」
  - 歌：ミルフィーユ桜葉（新谷良子）、作詞：Bee'、作・編曲：太田雅友
- 第2章エンディング「we wish…」
  - 歌：烏丸ちとせ（後藤沙緒里）、作詞：Bee'、作・編曲：藤田淳平
- 第3章エンディング「グレイゾーンを打ち抜いて」
  - 歌：フォルテ・シュトーレン（山口眞弓）、作詞：ゆうまお、作・編曲：藤田淳平
- 第4章エンディング「せつなさを越えて」
  - 歌：ミント・ブラマンシュ（沢城みゆき）、作詞：Bee'、作・編曲：菊田大介
- 第5章エンディング「ライムライト」
  - 歌：ヴァニラ・アッシュ（かないみか）、作詞：ゆうまお、作・編曲：大石憲一郎
- 第6章エンディング「Magic☆paradise」
  - 歌：蘭花・フランボワーズ（田村ゆかり）、作詞：Bee'、作・編曲：上松範康
- 第7章エンディング「イザヨイ正義」
  - 歌：ナツメ・イザヨイ（榎本温子）、作詞：ゆうまお、作・編曲：大石憲一郎
- 第8章アプリコットルートエンディング「ファンタスティックしましょ♪」
  - 歌：アプリコット桜葉（稲村優奈）、作詞・作曲：ゆうまお、編曲：菊田大介
- 第8章リリィルートエンディング「BLIZZARD LOVE」
  - 歌：リリィ・C・シャーベット（中山恵里奈）、作詞：桑原永江、作・編曲：大石憲一郎
- 第8章ナノナノルートエンディング「かなしみ流星群」
  - 歌：ナノナノ・プディング（明坂聡美）、作詞：ゆうまお、作曲：上松範康、編曲：大石憲一郎
- 第8章カルーア＆テキーラルートエンディング「kiss on the cheek」
  - 歌：カルーア・マジョラム＆テキーラ・マジョラム（平野綾）、作詞：ゆうまお、作・編曲：菊田大介
- 第8章アニスルートエンディング「JALALALA LOVE」
  - 歌：アニス・アジート（花村怜美）、作詞：桑原永江、作曲：上松範康、編曲：藤田淳平
- グランドエンディング「Salvage」
  - 歌：JAM Project featuring 奥井雅美＆松本梨香、作詞：奥井雅美、作曲：Monta、編曲：菊田大介

### GALAXY ANGEL II 永劫回帰の刻
ギャラクシーエンジェルIIのゲームシリーズ3作目。2009年3月12日発売。
「無限回廊の鍵」を持っていると、無限回廊の鍵ナツメルートをプレイできる。また、本編でもナツメが攻略対象として加わっている。

#### 主題歌
- オープニング side Y「月聖ノ蒼炎曲」
  - 歌：榊原ゆい、作詞：上松範康、作曲・編曲：藤間仁、2008年11月26日発売
- オープニング side H「太陽ノ紅響曲」
  - 歌：佐藤ひろ美、作詞・作曲： 上松範康、編曲：菊田大介、2008年6月25日発売
- 第1章エンディング「終わりなきPrelude」
  - 歌: 佐藤ひろ美、作詞・作曲:上松範康、編曲：藤田淳平
- 第2-7章エンディング「INTENTION」
  - 歌：佐藤ひろ美、作詞： 園田凌士、作・編曲：藤田淳平
- 第2章RAヒロインエンディング「心とココロのプレゼント!」
  - 歌：アプリコット桜葉（稲村優奈）、作詞：Bee'、作曲：國本佳宏、編曲：菊田大介
- 第2章MAヒロインエンディング「Precious heart」
  - 歌：ミルフィーユ桜葉（新谷良子）、作詞：Bee'、作曲：ゆうまお、編曲：菊田大介
- 第3章RAヒロインエンディング「テ・ト・テ・ト」
  - 歌：ナノナノ・プディング（明坂聡美）、作詞：ゆうまお、作曲：國本佳宏、編曲：藤間仁
- 第3章MAヒロインエンディング「大切なモノ forever…」
  - 歌：ヴァニラ・アッシュ（かないみか）、作詞：Bee'、作・編曲：菊田大介
- 第4章RAヒロインエンディング「ハニカミ・ハンター」
  - 歌：アニス・アジート（花村怜美）、作詞：ゆうまお、作曲：國本佳宏、編曲：中山真斗
- 第4章MAヒロインエンディング「Good good good!」
  - 歌：ミント・ブラマンシュ（沢城みゆき）、作詞：ゆうまお、作・編曲：藤間仁
- 第5章RAヒロインエンディング「ロンリーハートでOKだ」
  - 歌：リリィ・C・シャーベット（中山恵里奈）、作詞：Bee'、作曲：國本佳宏、編曲：藤田淳平
- 第5章MAヒロインエンディング「銃はsolitude」
  - 歌：フォルテ・シュトーレン（山口眞弓）、作詞：Bee'、作・編曲：藤田淳平
- 第6章RAヒロインエンディング「乙女ハーフトーン」
  - 歌：カルーア・マジョラム＆テキーラ・マジョラム（平野綾）、作詞：ゆうまお、作曲：國本佳宏、編曲：藤田淳平
- 第6章MAヒロインエンディング「Soul in love」
  - 歌：蘭花・フランボワーズ（田村ゆかり）、作詞：Bee'、作・編曲：藤田淳平
- 第7章RAヒロインエンディング「触れるならそっと」
  - 歌：ナツメ・イザヨイ（榎本温子）、作詞：ゆうまお、作曲：國本佳宏、編曲：中山真斗
- 第7章MAヒロインエンディング「もうひとつの愛し方」
  - 歌：烏丸ちとせ（後藤沙緒里）、作詞：ゆうまお、作曲：菊田大介、編曲：藤間仁
- 第8,10章エンディング「運命のRevolution」
  - 歌：榊原ゆい、作詞：Bee'、作曲：菊田大介、編曲：中山真斗
- 第9章エンディング「Cause your love 〜白いmelody〜」
  - 歌：佐藤ひろ美、作詞：Bee'、作・編曲：西脇辰弥
- グランドエンディング「Wing of Destiny ルーンエンジェル隊ver.」
  - 歌：ルーンエンジェル隊、作詞・作曲: 上松範康、編曲：菊田大介
- 挿入歌「Angelic Symphony」
  - 歌：佐藤ひろ美、作詞・作曲:上松範康、編曲：藤間仁
- 挿入歌「Wing of Destiny」
  - 歌：富田麻帆、作詞・作曲・編曲: 上松範康

## アニメ
2006年10月にテレビ東京系列で放送開始。

## 商品他

### 小説
- 執筆：菜の花すみれ
- 挿絵：かなん

コンプティーク2005年9月号より連載された。
ギャラクシーエンジェルII 絶対領域の扉 0 （著：菜の花すみれ、監修：水野良、2006年4月25日発売 ISBN 4047072087）

### コミック
執筆はかなん。隔月刊誌「コミックデ・ジ・キャラット」vol.7（2005年10月10日発売）にプレストーリー掲載、リニューアル創刊された「コミデジ」vol.1（2005年12月10日発売）より「ギャラクシーエンジェル3rd」連載開始、再びリニューアル新創刊された「コミデジ+」vol.1（2006年4月21日発売）継続、2008年5月よりウェブコミック誌「FlexComixブラッド」にも掲載。
月刊誌「メガミマガジン」2007年1月号（2006年11月30日発売）より「ギャラクシーエンジェルII 〜天使の羽根休め〜」連載開始し、2009年3月号（2009年11月30日発売）にて完結した。
- 原作：ブロッコリー、コミック・キャラクター原案：かなん『ギャラクシーエンジェル3rd』
  1. 2006年6月21日発売 ISBN 4797336536
  2. 2006年10月21日発売 ISBN 4797338059
  3. 2007年4月21日発売
  4. 2007年10月18日発売
  5. 2008年6月21日発売
  6. 2008年11月21日発売

### ムックなど
- G.A.II ファーストファンブック （2006年2月23日発売 ISBN 4861762189）
- ギャラクシーエンジェルII 無限回廊の鍵 パーフェクトガイドブック （2007年11月21日発売 ISBN 9784797345773）

### CD
GALAXY ANGEL II ＆ I デュエットCD は ギャラクシーエンジェルのCD情報参照。アニメ版ギャラクシーエンジェる〜ん関連のCDについては、ギャラクシーエンジェる〜ん参照。
- 『ギャラクシーエンジェル II』キャラクターファイルシリーズ
  - 01 アプリコット・桜葉（2005/12/16 BRDA-1066）
  - 02 アニス・アジート（2005/12/16 BRDA-1067）
  - 03 ナノナノ・プディング（2005/12/16 BRDA-1068）
  - 04 カルーア・マジョラム（2005/12/16 BRDA-1069）
  - 05 リリィ･C・シャーベット（2005/12/16 BRDA-1070）
  - Eternal Love ルーンエンジェル隊Ver.（全巻購入特典 GCFC-079）
- Wing of Destiny（2006/2/24 BRDF-3068）
- Eternal Love2006（2006/3/24 BRDF-3067）
- Cause your love〜白いmelody〜（2006/7/28 BRDF-3073）
- Eternal Love 2007（2006/12/22 BRDF-3078）
- ギャラクシーエンジェルII ドラマCD&DVD 「絶対無限の幕間劇」（2007/8/24 BRCA-1080）
- ヒロインエンディングコレクション ANGEL MUSEUM（2007/10/26 BRCA-1081）
- ヒロインエンディングコレクション ANGEL MUSEUM 単品
  - ファンタスティックしましょ♪（2007/10/26 BRDF-3088）
  - JALALALA LOVE（2007/10/26 BRDF-3089）
  - かなしみ流星群（2007/10/26 BRDF-3090）
  - kiss on the cheek（2007/10/26 BRDF-3091）
  - BLIZZARD LOVE（2007/10/26 BRDF-3092）
  - イザヨイ正義（2007/10/26 BRDF-3093）
  - Magic☆paradise（2007/10/26 BRDF-3094）
  - せつなさを越えて（2007/10/26 BRDF-3095）
  - グレイゾーンを打ち抜いて（2007/10/26 BRDF-3096）
  - ライムライト（2007/10/26 BRDF-3097）
  - we wish…（2007/10/26 BRDF-3098）
- ルーンエンジェル隊4thコンサート記念CD 「UNITY」（2008/05/18 BRCA-1084）
- 太陽ノ紅響曲（アリア）【通常版】（2008/06/25 BRDF-3106）
- 太陽ノ紅響曲（アリア）【CD+DVD版】（2008/06/25 BRCA-1083）
- ギャラクシーエンジェルII Angelic Great Force!（2008/08/08 BRDV-0056）
- 月聖ノ蒼炎曲（カノン）【通常版】（2008/11/26 QECB-1）
- 月聖ノ蒼炎曲（カノン）【CD+DVD版】（2008/11/26 QECB-90001）
- ヒロインエンディングコレクション ANGEL MUSEUM II（2009/1/7 BRCA-1093）
- ヒロインエンディングコレクション ANGEL MUSEUM II 単品
  - Precious heart（2009/1/7 QECB-2）
  - Soul in love（2009/1/7 QECB-3）
  - Good good good！（2009/1/7 QECB-4）
  - 銃はsolitude（2009/1/7 QECB-5）
  - 大切なモノ forever…（2009/1/7 QECB-6）
  - もうひとつの愛し方（2009/1/7 QECB-7）
  - 心とココロのプレゼント！（2009/1/7 QECB-8）
  - ハニカミ・ハンター（2009/1/7 QECB-9）
  - テ・ト・テ・ト（2009/1/7 QECB-10）
  - 乙女ハーフトーン（2009/1/7 QECB-11）
  - ロンリーハートでOKだ（2009/1/7 QECB-12）
  - 触れるならそっと（2009/1/7 QECB-13）

### ラジオ
- 水野良Produce りょーことゆーなの G☆A☆（ラジオ関西、音泉：2005年8月5日 - 2006年3月31日）
- ギャラクシーエンジェる〜ん（ランティスウェブラジオ：2006年4月6日 - 2006年6月22日）
- ピャパプピーペンピェぷ〜ん（ランティスウェブラジオ：2006年6月29日 - 2007年12月27日）
- ラジオギャラクシーエンジェル りょーことゆーなと（音泉：2008年1月21日 - 2009年4月20日）

## ライブ

### ルーンエンジェル隊ファーストコンサート
- 開催日：2006年4月9日
- 会場：六本木ヴェルファーレ
- 出演者
  - 稲村優奈
  - 花村怜美
  - 明坂聡美
  - 平野綾
  - 中山恵里奈
  - 小田久史
  - 新谷良子
  - 影山ヒロノブ
  - 富田麻帆
  - 佐藤ひろ美

### ルーンエンジェル隊セカンドコンサート
- 開催日：2006年10月1日
- 会場：六本木ヴェルファーレ
- 出演者
  - 稲村優奈
  - 花村怜美
  - 明坂聡美
  - 平野綾
  - 中山恵里奈
  - 小田久史
  - 富田麻帆
  - 佐藤ひろ美
  - ゲスト
    - 新谷良子
    - 沢城みゆき
    - 榎本温子
    - 小林晃子
    - 小出由華
    - 白川りさ

### ルーンエンジェル隊サードコンサート
- 開催日：2007年5月20日
- 会場：日本青年館大ホール
- 出演者
  - 稲村優奈
  - 花村怜美
  - 明坂聡美
  - 平野綾
  - 中山恵里奈
  - ゲスト
    - 小田久史
    - 新谷良子
    - 佐藤ひろ美（イベントのプロデュースも担当）

### ルーンエンジェル隊4thコンサート
- 開催日：2008年5月18日
- 会場：日本青年館大ホール
- 出演者
  - 稲村優奈
  - 花村怜美
  - 明坂聡美
  - 平野綾
  - 中山恵里奈
  - ゲスト
    - 小田久史
    - 新谷良子
    - 富田麻帆
    - 佐藤ひろ美

### 註釈
1. ↑  例：ディータ→データ、ヴェレル→バレル、ブラマンシュ→ブタマンジュウ
2. ↑  『無限回廊の鍵』ではココに「古々米」と言って睨まれ、『永劫回帰の刻』のEXステージではムーンエンジェル隊に対し「ロートル」と言ってしまい（このとき一瞬BGMが止まる）、ムーンエンジェル隊を本気にさせてしまった
3. ↑  しかし、永劫回帰の刻・カルーアルートでは、スプライトでカルーアが軽やかに走り、海に入るとカズヤを引きながら沖まで泳いでいったらしい
4. ↑  彼女が先行登場した「る〜ん」でも初めて口にしたお菓子はクッキーであった
5. ↑  コミック版では2人の試合の際にテキーラが後ろを向いた際に攻撃（もちろん反則）した炎の魔法を跳ね返され、顔に大きな火傷を負っているような描写がある
6. ↑  戦闘終了後にタクトから「はいはい、さよなら、お・ば・さん。」コミック版ではカズヤに「変態」
7. ↑  コミック版ではテキーラを道連れにしようとしたが結局失敗し、炎とともに消えた
8. ↑  怪我を治したナノナノによるとおそらくかなり長いこと冷凍睡眠状態であったらしい
9. ↑  離れようと思えば任意で離れられるが、当然その間はEDENとNEUEの間の通行が遮断されてしまう